# Гагерман (Нью-Мексико)
Гагерман (англ. Hagerman) — місто (англ. town) в США, в окрузі Чавес штату Нью-Мексико. Населення — 975 осіб (2020).

## Географія
Гагерман розташований за координатами 33°6′57″ пн. ш. 104°19′56″ зх. д. / 33.11583° пн. ш. 104.33222° зх. д. (33.115902, -104.332322).  За даними Бюро перепису населення США в 2010 році місто мало площу 3,57 км², з яких 3,57 км² — суходіл та 0,00 км² — водойми.

## Демографія
Згідно з переписом 2010 року, у місті мешкало 1257 осіб у 419 домогосподарствах у складі 318 родин. Густота населення становила 352 особи/км².  Було 477 помешкань (134/км²).
Расовий склад населення:
| - 64,4 % — білих - 1,3 % — корінних американців - 0,7 % — чорних або афроамериканців - 0,5 % — азіатів - 0,1 % — вихідців з тихоокеанських островів - 31,0 % — осіб інших рас |

До двох чи більше рас належало 2,1 %. Частка іспаномовних становила 66,3 % від усіх жителів.
За віковим діапазоном населення розподілялося таким чином: 32,7 % — особи молодші 18 років, 54,6 % — особи у віці 18—64 років, 12,7 % — особи у віці 65 років та старші. Медіана віку мешканця становила 30,8 року. На 100 осіб жіночої статі у місті припадало 103,4 чоловіків;  на 100 жінок у віці від 18 років та старших — 97,7 чоловіків також старших 18 років.
Середній дохід на одне домашнє господарство  становив 48 091 долар США (медіана — 34 412), а середній дохід на одну сім'ю — 49 829 доларів (медіана — 34 118). Медіана доходів становила 34 531 долар для чоловіків та 28 438 доларів для жінок. За межею бідності перебувало 27,2 % осіб, у тому числі 37,8 % дітей у віці до 18 років та 23,7 % осіб у віці 65 років та старших.
Цивільне працевлаштоване населення становило 389 осіб. Основні галузі зайнятості: освіта, охорона здоров'я та соціальна допомога — 33,9 %, сільське господарство, лісництво, риболовля — 19,8 %, транспорт — 10,8 %, публічна адміністрація — 8,2 %.